# COVID-19-Pandemie in Guatemala
Die COVID-19-Pandemie in Guatemala tritt als regionales Teilgeschehen des weltweiten Ausbruchs der Atemwegserkrankung COVID-19 auf und beruht auf Infektionen mit dem Ende 2019 neu aufgetretenen Virus SARS-CoV-2 aus der Familie der Coronaviren. Die COVID-19-Pandemie breitet sich seit Dezember 2019 von China ausgehend aus. Ab dem 11. März 2020 stufte die Weltgesundheitsorganisation (WHO) das Ausbruchsgeschehen des neuartigen Coronavirus als Pandemie ein.

## Verlauf und Maßnahmen
Bereits seit dem 12. März 2020 wurde die Einreise für Bürger der europäischen Länder, Südkorea, China und Iran verboten. Dieses Einreiseverbot wurde am 16. März 2020 auch auf amerikanische und kanadische Bürger ausgeweitet.
Am 13. März 2020 wurde der erste Fall von COVID-19 in Guatemala bestätigt. Es handelt sich um einen Staatsbürger Guatemalas, der Italien besucht hatte. Dieser Fall tauchte drei Tage später, am 16. März, erstmals in einem WHO-Situationsbericht auf.
Am 21. März 2020 wurde eine Ausgangssperre zwischen 16 Uhr und 4 Uhr angekündigt, diese galt ab dem 22. März 2020.
Mit Stand 14. April 2020 gibt es laut der WHO 156 bestätigte Fälle, davon 5 Todesfälle.

## Statistik
Die Fallzahlen entwickelten sich während der COVID-19-Pandemie in Guatemala wie folgt:

### Infektionen

Bestätigte Infizierte in Guatemala nach Daten der WHO. Oben kumuliert, unten Tageswerte

### Todesfälle

Bestätigte Todesfälle in Guatemala nach Daten der WHO. Oben kumuliert, unten Tageswerte

## Impfung
Guatemala hat eine vierphasige Impfkampagne entwickelt, die folgende Prioritätenfolge beinhaltet: (1) medizinisches Fachpersonal, (2a) Personen über 70 Jahre, (2b) Personen über 50 Jahre, (3) wesentliche Arbeitskräfte, (4) Personen über 18 Jahre. Jede Phase wurde in spezifischere Untergruppen eingeteilt. Guatemala gehörte zu den Ländern mit der langsamsten Impfkampagne in Zentralamerika. Bis zum 21. Juni 2021 wurden in Guatemala 3,37 Dosen pro 100 Personen verabreicht. Wie andere Länder in der Region hatte das Land 403.000 Dosen Impfstoffe über den COVAX-Mechanismus erhalten, eine globale Initiative, die einen gerechten Zugang zu Impfstoffen gegen Covid-19 zum Ziel hat. Darüber hinaus hatte Guatemala Spenden aus Israel, Indien und Russland erhalten, und somit insgesamt einen  Bestand 658.200 Impfdosen, der zu 90 % aus dem Impfstoff Covishield von AstraZeneca besteht. Bis Ende Mai 2021 waren jedoch nur 429.959 Dosen verabreicht worden. Wie Honduras, Nicaragua und Paraguay ist auch Guatemala kein Empfänger von Impfstoffspenden aus China, da es diplomatische Beziehungen zu Taiwan unterhält. Aufgrund der fehlenden Vorbereitung der Lagerbedingungen und der effektiven Verabreichung durch die Regierung verlief der Impfprozess nur schleppend.